# Théopompe de Thessalie
Théopompe de Thessalie (grec ancien : Θεόπομπος Θεσσαλός) est un vainqueur olympique originaire de la région de Thessalie (sa cité n'est pas connue).
Il remporta la course à pied du stadion d'une longueur d'un stade (environ 192 m) lors des 86e Jeux olympiques, en 436 av. J.-C.. Il est probable que Théopompe soit le Diopompe évoqué par Platon, qui l'utilise comme exemple de modération et de courage : il était chaste pendant ses périodes d'entraînement.

## Sources
- Diodore de Sicile, Bibliothèque historique [détail des éditions] [lire en ligne] (XII, 33).
- Platon, Les Lois [détail des éditions] [lire en ligne] (VIII, 840a).
- Eusèbe de Césarée, Chronique, Livre I, 70-82. Lire en ligne.